# Ха Жианг (провинция)
Ха Жианг (на виетнамски: Hà Giang) е виетнамска провинция разположена в регион Донг Бак. На север граничи с Китай, на юг с провинциите Йен Бай и Туйен Куанг, на запад с провинция Лао Кай, а на изток с провинция Као Банг. Населението е 833 500 жители (по приблизителна оценка за юли 2017 г.).
Спрямо повечето провинции във Виетнам в Ха Жианг живее значителен процент представители на малцинствените групи. Най-числените народи са таи, х'монг, дао и сан диу, които като цяло живеят в планинските райони на провинцията.
Провинция Ха Жианг е една от най-слабо развитите провинции в страната. Въпреки опитите на правителството за подобряване на жизнения стандарт инфраструктурата и сферата на услугите в провинцията остават едни от най-лошите в страната. Едва в последните години се работи по-подобряването на пътната мрежа в Ха Жианг.

## Административно деление
Провинция Ха Жианг се дели на един самостоятелен град Ха Жианг и десет окръга:
- Бак Ме
- Бак Куанг
- Донг Ван
- Хоанг Су Фи
- Мео Вак
- Куан Ба
- Куанг Бин
- Ви Сиуен
- Син Ман
- Йен Мин